# Perasia dyndyma
Perasia dyndyma là một loài bướm đêm trong họ Noctuidae.